# 翁迪娜·瓦拉
翁迪娜·瓦拉（義大利語：Ondina Valla，1916年5月20日—2006年10月16日），意大利女子田径运动员，主攻跨栏。她曾代表意大利参加1936年夏季奥林匹克运动会田径比赛，获得女子80米栏金牌。